# 1709 w literaturze
Wydarzenia literackie w 1709 roku.

## Wydarzenia
- 12 lutego marynarz-rozbitek Alexander Selkirk odnaleziony na bezludnej wyspie Juan Fernandez, na której spędził 5 lat (od 1703 roku). Zdarzenie to posłuży za wzór motywu powieci Robinson Crusoe, którą napisze Daniel Defoe w 1719 roku.

## Nowe książki
- 14 lutego Alain-René Lesage wystawił swą znakomitą sztukę: Turcaret, która była satyrą na finasistów francuskich.